# Прапор Арлона
Прапор Арлона прийнятий рішенням ради від невідомої дати як прапор муніципалітету Арлон у бельгійській провінції Люксембург. Прапор можна описати так:
Дві однаково високі вертикальні смуги білого і синього кольорів.

Прапор являє собою спрощену форму міського герба.